# Ryonosuke Kabayama
Ryonosuke Kabayama (松田 詠太郎 Kabayama Ryōnosuke?, Osaka, 17 de septiembre de 2002) es un futbolista japonés que juega como mediocampista en el Giravanz Kitakyushu de la J3 League de Japón.

## Clubes
| Club                         | País  | Año       |
| ---------------------------- | ----- | --------- |
| Yokohama F. Marinos          | Japón | 2020-2022 |
| Montedio Yamagata (cedido)   | Japón | 2021      |
| Montedio Yamagata (cedido)   | Japón | 2022      |
| Sagan Tosu                   | Japón | 2023-     |
| Thespa Gunma (cedido)        | Japón | 2024      |
| Giravanz Kitakyushu (cedido) | Japón | 2025-     |